# Leopold van België
Leopold Ferdinand Elias Victor Albert Maria, hertog van Brabant, graaf van Henegouwen, hertog in Saksen, prins van Saksen-Coburg-Gotha (Laken, 12 juni 1859 – aldaar, 22 januari 1869), was van 1865 tot 1869 de rechtmatige troonopvolger van België.

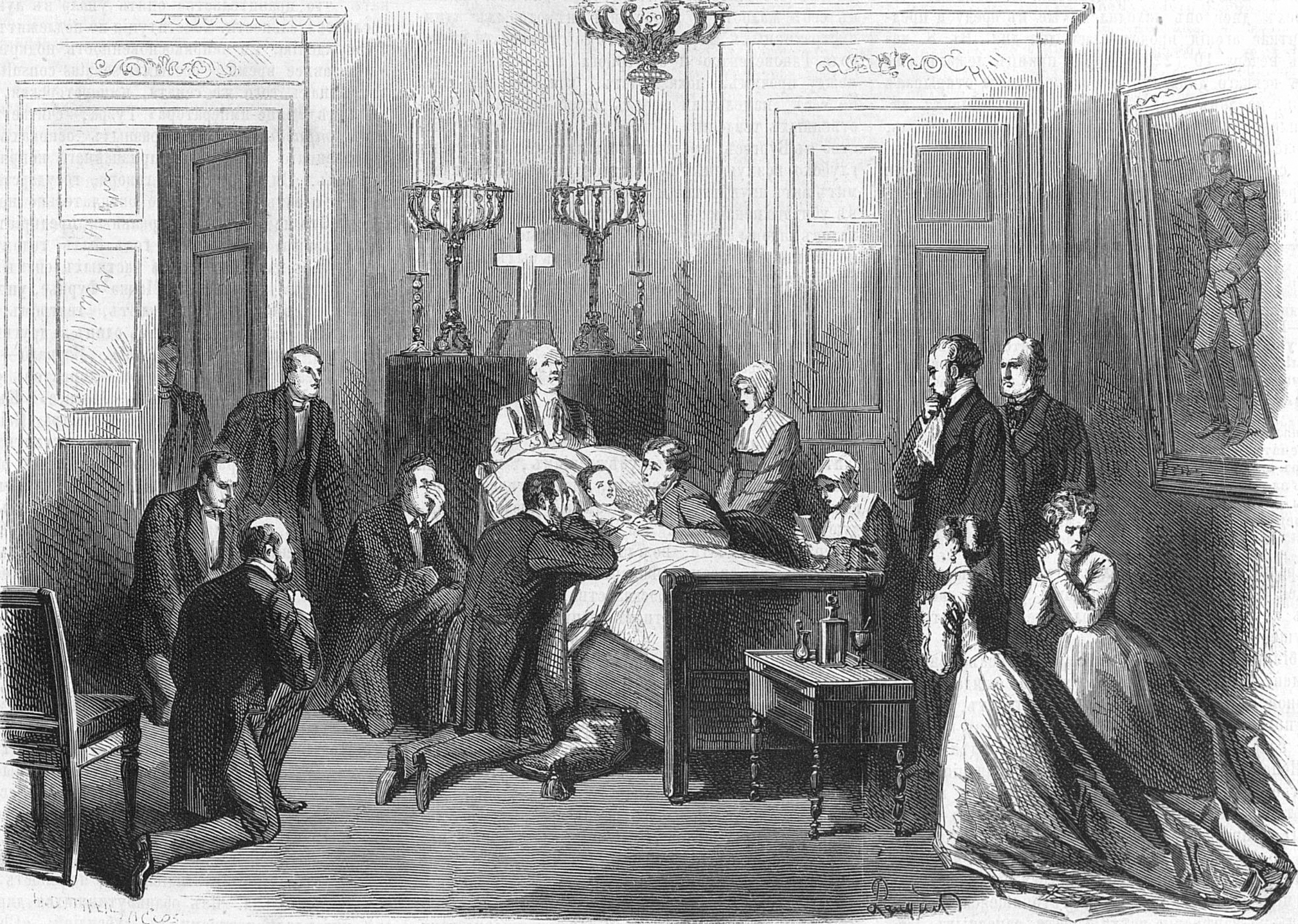
Leopold II en Maria Hendrika knielend bij het sterfbed van hun zoon

Hij was de enige zoon van koning Leopold II en koningin Maria Hendrika. Bij zijn geboorte verleende zijn grootvader koning Leopold I hem de titel graaf van Henegouwen.
Toen zijn vader de eed aflegde als tweede koning der Belgen, werd hij op zesjarige leeftijd troonopvolger en kreeg hij automatisch de titel hertog van Brabant, hoewel men hem gewoonlijk de graaf van Henegouwen bleef noemen.
Zijn niet al te beste gezondheid baarde zijn vader zorgen, ook al omdat zijn huwelijk met Maria Hendrika steeds rampzaliger verliep.
Hij gold als een vrolijk kind en bracht veel van zijn tijd door bij zijn shetlandpony. In de zomer van 1868 viel hij in een vijver bij het kasteel van Laken en liep daarbij een longontsteking op. Nadat er ook complicaties met zijn hart optraden, stierf de 9-jarige kroonprins op 22 januari 1869. Dit verlies trof zijn vader zwaar. Leopolds begrafenis was de enige gelegenheid waarop de koning in het openbaar huilde.
De jonggestorven prins werd bijgezet in de Koninklijke Crypte.

## Andere troonopvolgers
Door de dood van Leopold had de monarchie geen wettige opvolger in rechte lijn meer. In 1871 verwekten de koning en koningin nog een kind, ondanks hun huwelijksproblemen. De verwachtingen op een mannelijke troonopvolger waren hooggespannen maar werden met de geboorte van prinses Clementine niet ingelost.
Daardoor bleef het opvolgingsrecht bij Filips, graaf van Vlaanderen, de jongere broer van de koning. Leopold II verkoos diens oudste zoon Boudewijn voor te bereiden op de troonsopvolging, maar deze stierf in 1891 en zijn vader in 1905. Zodoende was het Filips' tweede zoon die in 1909 als Albert I de troon besteeg.

## Voorouders
| Overgrootouders                | Frans van Saksen-Coburg-Saalfeld (1750-1806) ∞ 1777 Augusta van Reuss-Ebersdorf en Lobenstein (1757-1831) | Frans van Saksen-Coburg-Saalfeld (1750-1806) ∞ 1777 Augusta van Reuss-Ebersdorf en Lobenstein (1757-1831) | Lodewijk Filips I van Frankrijk (1773-1850) ∞ 1809 Marie Amélie van Bourbon-Sicilië (1782-1866) | Lodewijk Filips I van Frankrijk (1773-1850) ∞ 1809 Marie Amélie van Bourbon-Sicilië (1782-1866) | Keizer Leopold II (1747-1792) ∞ 1764 Marie Louise van Spanje (1745–1792)                  | Keizer Leopold II (1747-1792) ∞ 1764 Marie Louise van Spanje (1745–1792)                  | Lodewijk van Württemberg (1756-1817) ∞ 1754 Henriëtte van Nassau-Weilburg (1780-1857)     | Lodewijk van Württemberg (1756-1817) ∞ 1754 Henriëtte van Nassau-Weilburg (1780-1857)     | Lodewijk van Württemberg (1756-1817) ∞ 1754 Henriëtte van Nassau-Weilburg (1780-1857) | Lodewijk van Württemberg (1756-1817) ∞ 1754 Henriëtte van Nassau-Weilburg (1780-1857) |
| Grootouders                    | Leopold I van België (1790-1865) ∞ 1832 Louise Marie van Orléans (1818-1850)                              | Leopold I van België (1790-1865) ∞ 1832 Louise Marie van Orléans (1818-1850)                              | Leopold I van België (1790-1865) ∞ 1832 Louise Marie van Orléans (1818-1850)                    | Leopold I van België (1790-1865) ∞ 1832 Louise Marie van Orléans (1818-1850)                    | Jozef Anton Johan van Oostenrijk (1776-1847) ∞ Maria Dorothea van Württemberg (1757-1831) | Jozef Anton Johan van Oostenrijk (1776-1847) ∞ Maria Dorothea van Württemberg (1757-1831) | Jozef Anton Johan van Oostenrijk (1776-1847) ∞ Maria Dorothea van Württemberg (1757-1831) | Jozef Anton Johan van Oostenrijk (1776-1847) ∞ Maria Dorothea van Württemberg (1757-1831) |                                                                                       |                                                                                       |
| Ouders                         | Leopold II van België (1835-1909) ∞ Marie Henriëtte van Oostenrijk (1836-1902)                            | Leopold II van België (1835-1909) ∞ Marie Henriëtte van Oostenrijk (1836-1902)                            | Leopold II van België (1835-1909) ∞ Marie Henriëtte van Oostenrijk (1836-1902)                  | Leopold II van België (1835-1909) ∞ Marie Henriëtte van Oostenrijk (1836-1902)                  | Leopold II van België (1835-1909) ∞ Marie Henriëtte van Oostenrijk (1836-1902)            | Leopold II van België (1835-1909) ∞ Marie Henriëtte van Oostenrijk (1836-1902)            | Leopold II van België (1835-1909) ∞ Marie Henriëtte van Oostenrijk (1836-1902)            | Leopold II van België (1835-1909) ∞ Marie Henriëtte van Oostenrijk (1836-1902)            |                                                                                       |                                                                                       |
| Leopold van België (1859-1869) | | |                                                                                                 |                                                                                                 |                                                                                           |                                                                                           |                                                                                           |                                                                                           |                                                                                       |                                                                                       |